# Steven Ford

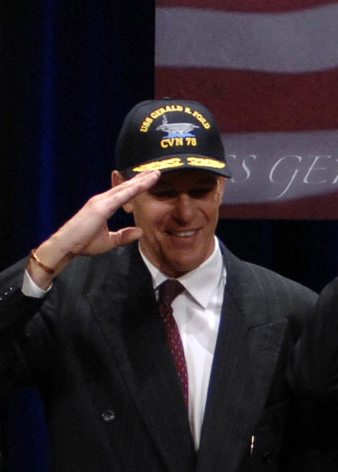
Ford salutiert bei der Enthüllung eines Modells der nach seinem Vater benannten Gerald R. Ford im Pentagon (2007).

Steven Meigs Ford (* 19. Mai 1956 in East Grand Rapids, Michigan) ist ein US-amerikanischer Schauspieler. Ford ist eines von vier Kindern aus der Ehe des US-Präsidenten Gerald Ford und seiner Frau Betty Ford.

## Leben
Steven Ford wurde 1956 als dritter Sohn von Gerald und Betty Ford geboren. Er studierte an der Utah State University.
Als passionierter Reiter trat er unter anderem beim Rodeo auf. Seine Karriere als Schauspieler begann er 1981 mit einer kleinen Rolle in einem Western, wo man „jemanden brauchte, der vom Pferd fallen kann“. Danach folgte eine längere Rolle als Detektiv Andy Richards in der Soap-Opera Schatten der Leidenschaft. Aus Angst vor Arbeitslosigkeit sparte Ford zu dieser Zeit Geld, indem er während des Drehs in Los Angeles in seinem Auto lebte.
Einem größeren Publikum wurde er 1989 durch eine kurze Rolle im Filmklassiker Harry und Sally an der Seite von Meg Ryan und Billy Crystal bekannt. Ford spielte im Film die Rolle von Sallys Freund Joe, den Harry am Flughafen wiedertrifft. Es folgten Rollen in Filmen wie Heat, Contact, Starship Troopers, Armageddon – Das jüngste Gericht und Black Hawk Down.
In den 1980er und frühen 1990er Jahren litt Ford wie zuvor auch seine Mutter, die Gründerin der Entzugsklinik Betty Ford Center, längere Zeit an der Alkoholkrankheit. Seit seinem erfolgreichen Entzug 1993 ist Ford hauptsächlich als Redner und Motivationstrainer tätig und hält bei Unternehmen und vor Studenten Vorträge zur Überwindung des Alkoholismus.

## Filmografie (Auswahl)
- 1981: Zwei Mädchen und die Doolin-Bande (Cattle Annie and Little Britches)
- 1981: The Misadventures of Sheriff Lobo (Fernsehserie, eine Folge)
- 1981: Die Klapperschlange (Escape from New York)
- 1982: Küss mich, Doc (Young Doctors in Love)
- 1986–1987: Schatten der Leidenschaft (The Young and the Restless, Fernsehserie, 107 Folgen)
- 1989: Harry und Sally (When Harry Met Sally)
- 1992–1993: Secret Service (Fernsehserie, 21 Folgen)
- 1995: Heat
- 1996: Eraser
- 1997: Mad Rex – Gegen das Gesetz (Against the Law)
- 1997: Midnight Blue
- 1997: Contact
- 1997: Starship Troopers
- 1998: Babylon 5: Der erste Schritt (Babylon 5: In the Beginning, Fernsehfilm)
- 1998: Armageddon – Das jüngste Gericht (Armageddon)
- 1999: Carrie 2 – Die Rache (The Rage: Carrie 2)
- 2001: Black Hawk Down
- 2007: Transformers